# Galo Recalde
Galo Recalde es un actor, productor, guionista y director de cine ecuatoriano, quien es más conocido por el personaje del Dr. Expertus del programa infantil del mismo nombre, y por las parodias y personajes en el programa televisivo de humor, Ni en Vivo Ni en Directo.

## Biografía

### Dr. Expertus (1994-1997)
En 1994 protagonizó el programa infantil Dr. Expertus por la señal del entonces canal de televisión SíTV. El programa fue dirigido al inicio por Stanley Lee Parker y posteriormente por Héctor Cáceres. También trabajó junto a Ursula Strenge (Hanna), Gustavo Zevallos (Bungunala) y Fernando Gálvez (Calcetín); estos últimos también fueron los guionistas originales del programa y posteriormente se sumaron Alberto Nácer y Rafael Ulloa. En 1995, el programa fue nombrado "mejor programa infantil de televisión" en el Foro Hispanoamericano de Televisión Infantil en México DF. Más tarde, Galo fue nombrado "el mejor talento artístico del año" por la Asociación Ecuatoriana de Agencias de Publicidad.

### Ni en vivo Ni en directo (1997-1998)
En 1997 Galo creó el concepto original de "Ni en vivo Ni en directo, el cual estuvo luego bajo la dirección de Jorge Toledo, un programa cómico de parodias políticas y de farándula que se transmitió por TC Televisión originalmente los martes a las 21:30 . Galo creó el concepto de ser un canal de televisión clandestino que pirateaba la señal de varios canales nacionales para transmitir lo que según ellos, era lo que el televidente quiere ver.  Recalde, David Reinoso y Jorge Toledo quien fue el productor, formaron parte del equipo creativo, llevando al humor de la televisión ecuatoriana a un campo inexplorado en aquel entonces, causando una buena aceptación nacional y un rechazo por quienes eran parodiados. Galo Recalde, David Reinoso y Flor María Palomeque conducían el programa y eran parte del elenco. Recalde formó parte del programa hasta 1998.

### Estados Unidos (1999-2010)

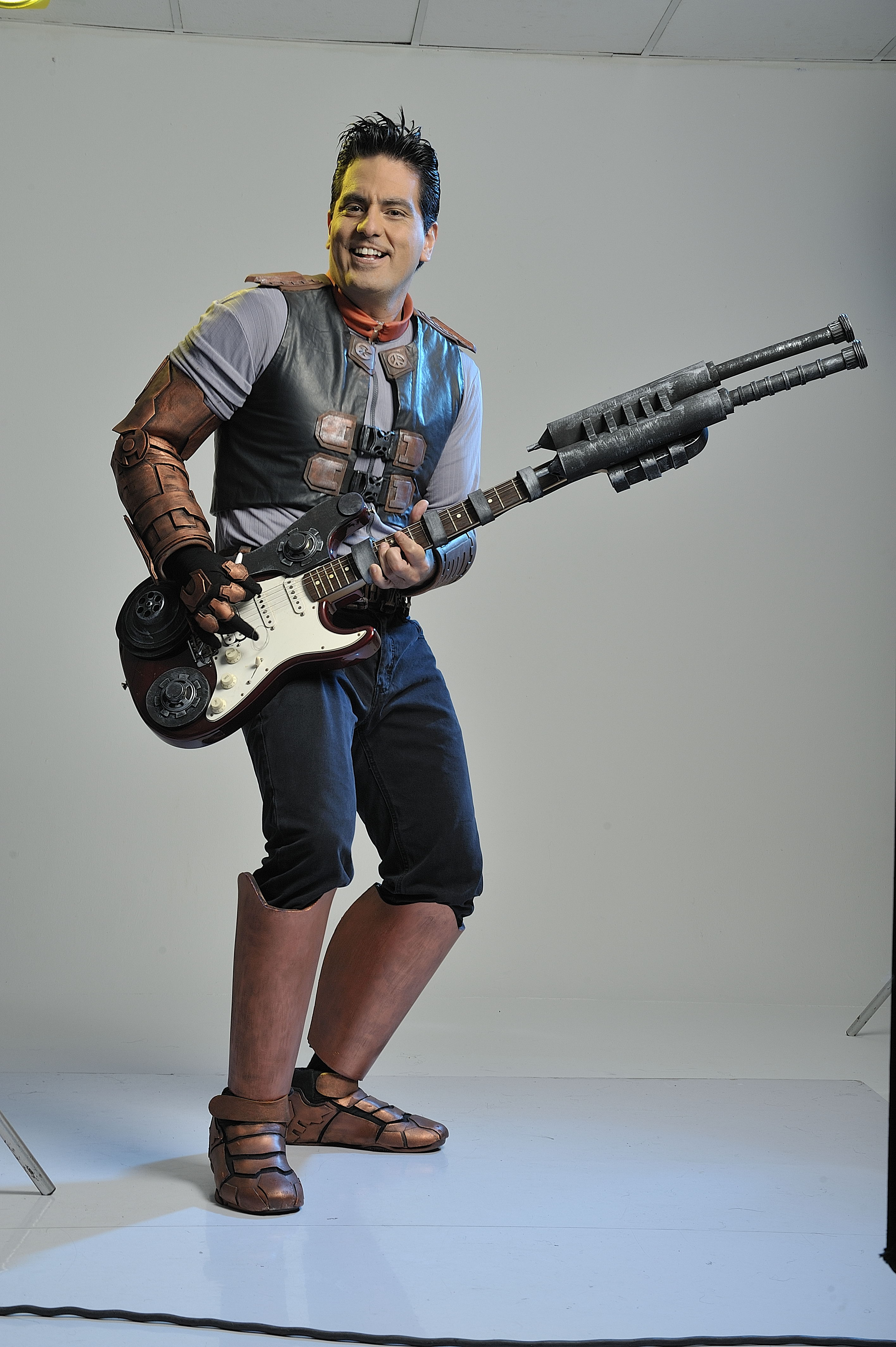
Galo Recalde interpretando al Capitán Expertus.

Estudió en Columbia University de la ciudad de Nueva York, Estados Unidos donde permaneció por 6 años, obteniendo el título de Masterado en Artes (MFA) con Concentración en Dirección de Cine. En 2001 el canal Showtime Networks le otorgó el primer lugar del premio Showtime Networks' Latino Filmmakers' Competition, ganando $30.000 para la realización de una producción, gracias a su cortometraje de 15 minutos, "Primer Día", el cual trata de un niño que es cambiado de colegio privado a público por su padre, debido al desempleo que le generó la crisis de 1999 en Ecuador, donde pasa malos ratos, sin embargo aprende una lección de vida, y finalmente termina con un frase señalada por el niño en libro hacia su padre, que dice: "el optimismo es la manía por insistir en que todo está bien cuando uno está sufriendo". Trabajó de creativo para MTV y América TeVe. Fue parte de una campaña de Univisa caracterizando a un personaje futurista llamado UNIVISARRR.

### Capitán Expertus (2011-2012)
En 2010 regresa a Ecuador y en 2011 trabaja para Ecuavisa, en una nueva serie cómica de ciencia ficción, Capitán Expertus, basada en el personaje del Dr. Expertus con una nueva versión futurista.

## Televisión
| Año       | Título                   | Personaje        | Notas                     | Canal         |
| --------- | ------------------------ | ---------------- | ------------------------- | ------------- |
| 1994-1997 | Dr Expertus              | Dr. Expertus     | Protagonista              | SíTv          |
| 1997-1998 | Ni en Vivo Ni en Directo | Varios           | Protagonista              | TC Televisión |
| 2010-2011 | Univisa                  | El Mismo         | Comercial para Televisión | Anuncio       |
| 2011      | Capitán Expertus         | Capitán Expertus | Protagonista              | Ecuavisa      |
| 2016      | Combate                  |                  | Conductor Invitado        | RTS           |